# Африко Векио
Африко Векио (итал. Africo Vecchio) је насеље у Италији у округу Ређо ди Калабрија, региону Калабрија.
Према процени из 2011. у насељу је живело 3349 становника. Насеље се налази на надморској висини од 568 м.